# Бриндізі-Монтанья
Бриндізі-Монтанья (італ. Brindisi Montagna) — муніципалітет в Італії, у регіоні Базиліката,  провінція Потенца.
Бриндізі-Монтанья розташоване на відстані близько 330 км на південний схід від Рима, 12 км на схід від Потенци.
Населення — 904 особи (2014).

## Демографія
Населення за роками:

Станом на 1 січня 2023 року в муніципалітеті офіційно проживало 29 іноземців з 9 країн, серед них 9 громадян країн Євросоюзу та 4 громадяни України.

## Сусідні муніципалітети
- Альбано-ді-Луканія
- Анці
- Потенца
- Трикарико
- Тривіньйо
- Вальйо-Базиліката